# Dětřichov (district de Svitavy)
Pour les articles homonymes, voir Dětřichov.
Dětřichov (en allemand : Dittersdorf) est une commune du district de Svitavy, dans la région de Pardubice, en Tchéquie. Sa population s'élevait à 385 habitants en 2024.

## Géographie
Dětřichov se trouve à 7 km au nord-est de Svitavy, à 60 km au sud-est de Pardubice et à 154 km à l'est-sud-est de Prague.
La commune est limitée par Anenská Studánka au nord, par Mladějov na Moravě et Kunčina à l'est, par Koclířov au sud, et par Svitavy, Opatovec et Opatov à l'ouest.

## Histoire
La première mention écrite du village date de 1347.

## Transports
Par la route, Desná se trouve à 9,5 km de Svitavy, à 70 km de Pardubice et à 183 km de Prague. 